# Cha'ersen
Cha'ersen (kinesiska: 察尔森, 察尔森镇) är en köping i Kina. Den ligger i den autonoma regionen Inre Mongoliet, i den norra delen av landet, omkring 1 000 kilometer nordost om regionhuvudstaden Hohhot. Antalet invånare är 17227. Befolkningen består av 8 153 kvinnor och 9 074 män. Barn under 15 år utgör 16,0 %, vuxna 15-64 år 79 %, och äldre över 65 år 4,0 %. Cha'ersen ligger vid sjön Cha'ersen Shuiku.
Genomsnittlig årsnederbörd är 696 millimeter. Den regnigaste månaden är juli, med i genomsnitt 289 mm nederbörd, och den torraste är januari, med 5 mm nederbörd.